# Talpa romana
El topo romano (Talpa romana) es una especie de mamífero soricomorfo de la familia Talpidae.

## Distribución
Es endémico de Italia.